# نورت ریورشورز (فلوریدا)
نورت ریورشورز (به انگلیسی: North River Shores) یک منطقهٔ مسکونی در ایالات متحده آمریکا است که در شهرستان مارتین، فلوریدا واقع شده‌است. نورت ریورشورز ۵ کیلومتر مربع مساحت و ۳٬۱۰۱ نفر جمعیت دارد و ۱ متر بالاتر از سطح دریا واقع شده‌است.